# Robert John Goddard
Robert John (Rob) Goddard (Makassar (Nederlands-Indië) 10 december 1885 – Den Haag, 21 mei 1968) was een Nederlands uitgever.

## Levensloop
Goddard werd in 1885 geboren in Makassar, Nederlands-Indië (huidig Indonesië). Hij was de zoon van de Rotterdamse Robert Goddard en de in Batavia geboren Johanna Elisabeth Landberg. Goddard's vader was gerechtelijk ambtenaar in Nederlands-Indië. Goddard's broer John Robert Goddard was voorzitter van de Rotterdamse kunstkring.
Op 17 oktober 1892 verhuisde het gezin van Pamekasan, Madura (Nederlands-Indië) naar Rotterdam, maar vertrok weer terug naar Nederlands-Indië en vestigde zich in Batavia. Zijn vader, in Nederlands-Indiè voorzitter van de landraden in Rembang en Blora, overleed 16 november 1896 in Rembang. Eind dat jaar keerde zijn moeder terug naar Nederland.
Goddard keerde in 1904 terug naar Rotterdam en vertrok datzelfde jaar naar Voorschoten. Na drie jaar in Voorschoten keerde Goddard terug naar Rotterdam, maar vestigde zich daarna in Groningen. In 1925 verhuisde Goddard naar Den Haag vanuit München. Daar bleef hij tot zijn dood in 1968 woonachtig.

## Uitgeverij

### Uitgeverij Boek en Periodiek
In mei 1924 richtte Goddard ‘Uitgeverij Boek en Periodiek’ op in Den Haag, gevestigd aan de Jacob Gillesstraat 20. De uitgeverij gaf boeken over allerlei thema's uit, maar richtte zich voornamelijk op boeken voor en over de jeugd. In mei 1928 verhuisde het kantoor van de uitgeverij van de Jacob Gillesstraat 20 naar de Houtrustweg 58A.
Goddard werkte onder andere samen met de Amerikaanse barones en illustratrice Lida von Wedell-Weimann met wie hij goed bevriend was. Vanaf 1935 woonde zij bij Goddard in.

### Uitgeversmaatschappij Oceanus
Van 1941 tot 1945 was Goddard directeur van de nationaalsocialistische Uitgeversmaatschappij 'Oceanus' die gevestigd was te Den Haag. Op 15 mei 1945 werden diverse uitgeverijen en boekhandels, waaronder Uitgeverij Oceanus, gesaneerd door De Vereeniging ter Bevordering van de Belangen des Boekhandels te Amsterdam. Volgens de vereniging behoorden deze boekhandels en uitgeverijen tot “uitgesproken nationaal-socialisten” en “collaborateurs en profiteurs”.
Na het einde van de Tweede Wereldoorlog werd het Goddard tot 1 juni 1946 verboden uit te geven. Vanaf die datum hervatte hij Uitgeverij Boek en Periodiek, tot hij in 1958 zijn uitgeversactiviteiten staakte.
 Portaal: Fascisme en nationaalsocialisme in Nederland · Fascisme · Nationaalsocialisme